# Motobomba FFF
La Motobomba FFF era un siluro a traiettoria preimpostata sviluppato in Italia negli anni trenta ed impiegato dalla Regia Aeronautica e dalla Luftwaffe durante la seconda guerra mondiale. Il nome deriva dalle iniziali dei progettisti: il tenente colonnello Prospero Freri, il colonnello Amedeo Fiore ed il capo disegnatore Carlo Filpa.

## Storia

### Sviluppo
Lo sviluppo della nuova arma iniziò nei primi anni trenta ai Parioli. Nel 1935 la Motobomba venne presentata alle autorità a Vigna di Valle, tra le quali il Duce Benito Mussolini, l'ammiraglio Domenico Cavagnari ed il generale Giuseppe Valle. Freri tenne una dimostrazione anche presso il poligono sperimentale della Luftwaffe di Travemünde; l'arma impressionò i tedeschi che ne ordinarono 2.000 esemplari.
Cinquecento Motobombe furono ordinate dalla Regia Aeronautica italiana, che nel 1940 ne pianificò l'utilizzo contro le basi navali britanniche di Gibilterra ed Alessandria d'Egitto. Il limite di questo progetto era dovuto al fatto che solo il bombardiere Savoia-Marchetti SM.82 aveva la necessaria autonomia per trasportare l'arma a tali distanze.

### Impiego operativo
Il primo attacco effettuato con le FFF ebbe luogo il 17 luglio 1940, quando tre SM.82 decollarono dall'aeroporto di Guidonia verso Gibilterra, poi di nuovo il 25 luglio, ma entrambe le missioni furono abortite. Nella notte del 20 agosto il maggiore Lucchini condusse infine con successo una missione su Gibilterra, seguita da altri attacchi su bersagli nelle acque di Albania, Libia ed Egitto. Aerei del 32º Stormo attaccarono ancora Gibilterra nel giugno 1941, mentre nella notte del 13 dello stesso mese il sottotenente Torelli da Rodi colpì il porto di Alessandria.
L'uso più ampio delle FFF si ebbe durante la battaglia di mezzo agosto, nel contrasto dei convogli alleati diretti a Malta: il 12 agosto 1942 dieci Savoia-Marchetti SM.84 del 38º Gruppo del 32º Stormo attaccarono il convoglio a sud di Capo Spartivento. L'attacco disperse le navi, consentendo il successivo attacco convenzionale.
A settembre del 1942 la Regia Aeronautica disponeva di 80 Motobombe FFF Mod. 2 nelle basi della Sardegna, 50 in Sicilia e 50 in Africa settentrionale italiana.
La Luftwaffe eseguì il primo lancio di massa della Motobomba il 19 marzo 1943, quando gli aerosiluranti Junkers Ju 88 lanciarono 72 FFF contro il porto di Tripoli, affondando due navi da rifornimento, tra le quali la SS Ocean Voyager, e danneggiando il cacciatorpediniere HMS Derwent; questo si incagliò con la sala macchine allagata, venne recuperato ed inviato in Inghilterra ma non venne mai riparato.
I tedeschi utilizzarono l'ordigno negli attacchi contro le forze da sbarco ad Annaba, in Algeria, il 16 aprile 1943 ed a Siracusa durante lo sbarco in Sicilia nel luglio successivo. Il 2 dicembre una forza di 105 Ju 88 attaccarono il porto di Bari, distruggendo 28 navi, inclusa la SS John Harvey, carica di iprite.
Questa innovativa arma, che non aveva equivalenti nell'arsenale tedesco, suscitò il vivo interesse dell'intelligence statunitense, ansiosa di entrarne in possesso dopo l'armistizio di Cassibile.

## Tecnica
La Motobomba FFF era un siluro elettrico da 500 mm di diametro, pesante 360 kg, dei quali 120 kg costituiti dalla testa di guerra, che veniva aviolanciato da 4-5.000 m. I primi modelli disponevano di un solo paracadute con una vela di 6 m2, agganciato alla parte centrale del corpo del siluro e che si apriva automaticamente a circa 130 m di quota. Nei modelli successivi venne aggiunto un paracadute "pilota" da 1,5 m2, che ridusse la velocità di caduta a 100 m/s; entrambi vennero agganciati alla coda del siluro, che così scendeva in verticale.
Quando il siluro entrava in acqua si stabilizzava ad una profondità di circa 1 m e gli interruttori a mercurio attivavano la propulsione elettrica. L'ordigno iniziava così una crociera di 15-30 minuti su un percorso a spirale crescente, a circa 15-20 km/h. Quando incontrava un bersaglio sulla propria rotta, una spoletta ad impatto ne attivava la testata bellica contro l'opera viva. Se invece l'arma non incrociava nessuna nave, un sistema di autodistruzione la faceva brillare dopo 50 minuti dall'impatto con l'acqua. Venne anche sperimentato, senza successo, un acciarino magnetico.